# Llista de monuments de Premià de Mar
Llista de monuments de Premià de Dalt inclosos en l'Inventari del Patrimoni Arquitectònic Català per al municipi de Premià de Mar (Maresme). Inclou els inscrits en el Registre de Béns Culturals d'Interès Nacional (BCIN) amb la classificació de monuments històrics, els Béns Culturals d'Interès Local (BCIL) de caràcter immoble i la resta de béns arquitectònics integrants del patrimoni cultural català.
| Monument                                                | Protecció | Estil/època                    | Localització                                                                      | Coordenades                                          | Codi?     | Imatge |
| ------------------------------------------------------- | --------- | ------------------------------ | --------------------------------------------------------------------------------- | ---------------------------------------------------- | --------- | --- |
| Can Manent i entorn                                     | BCIL 2010 | Obra popular XVII              | Premià de Mar Camí Ral, 60                                                        | 41° 29′ 20″ N, 2° 21′ 25″ E / 41.488879°N,2.357012°E | IPA-438   | Can Manent (Premià de Mar) · Vegeu més fotos d'aquest monument · Carregueu una nova foto d'aquest monument                                              |
| Centre l'Amistat                                        | BCIL 2010 | Modernisme XX Inici, XX Mitjan | Premià de Mar C. Sant Antoni, 62                                                  | 41° 29′ 24″ N, 2° 21′ 33″ E / 41.490052°N,2.359073°E | IPA-8867  | Centre l'Amistat (Premià de Mar) · Vegeu més fotos d'aquest monument · Carregueu una nova foto d'aquest monument                                        |
| Casal del Germà Miquel                                  |           | Obra popular XX                | Premià de Mar C. Rectoria, 19                                                     | 41° 29′ 24″ N, 2° 21′ 22″ E / 41.49006°N,2.35614°E   | IPA-8868  | Casal del Germà Miquel (Premià de Mar) · Vegeu més fotos d'aquest monument · Carregueu una nova foto d'aquest monument                                  |
| Església parroquial de Sant Cristòfol de Premià         | BCIL 2010 | Barroc XVIII-XX                | Premià de Mar Pl. de l'Ajuntament                                                 | 41° 29′ 23″ N, 2° 21′ 24″ E / 41.489633°N,2.356573°E | IPA-8869  | Església parroquial de Sant Cristòfol de Premià (Premià de Mar) · Vegeu més fotos d'aquest monument · Carregueu una nova foto d'aquest monument         |
| Rectoria de la parròquia de Sant Cristòfol              | BCIL 2010 | Eclecticisme XIX-XX            | Premià de Mar C. de la Rectoria, 15                                               | 41° 29′ 24″ N, 2° 21′ 22″ E / 41.490036°N,2.356078°E | IPA-8870  | Rectoria de la parròquia de Sant Cristòfol (Premià de Mar) · Vegeu més fotos d'aquest monument · Carregueu una nova foto d'aquest monument              |
| Masia de Can Ribas                                      | BCIL 2010 | Eclecticisme 1881              | Premià de Mar C. Joaquim Ruyra, 7-11                                              | 41° 29′ 32″ N, 2° 21′ 42″ E / 41.492192°N,2.361627°E | IPA-8872  | Masia de Can Ribas (Premià de Mar) · Vegeu més fotos d'aquest monument · Carregueu una nova foto d'aquest monument                                      |
| Fàbrica del Gas                                         | BCIL 2010 | Eclecticisme XIX               | Premià de Mar C. Joan XXIII, 2-8                                                  | 41° 29′ 20″ N, 2° 21′ 10″ E / 41.488909°N,2.352663°E | IPA-8890  | Fàbrica del Gas (Premià de Mar) · Vegeu més fotos d'aquest monument · Carregueu una nova foto d'aquest monument                                         |
| Cases al carrer de Gibraltar                            |           | Obra popular XIX               | Premià de Mar C. Gibraltar, 55-57                                                 | 41° 29′ 22″ N, 2° 21′ 23″ E / 41.48956°N,2.35638°E   | IPA-8891  | Cases al carrer de Gibraltar (Premià de Mar) · Vegeu més fotos d'aquest monument · Carregueu una nova foto d'aquest monument                            |
| Panteó de la família Puig                               |           | Historicisme XIX               | Premià de Mar Cementiri                                                           | 41° 29′ 41″ N, 2° 21′ 11″ E / 41.49479°N,2.35299°E   | IPA-8892  | Panteó de la família Puig (Premià de Mar) · Vegeu més fotos d'aquest monument · Carregueu una nova foto d'aquest monument                               |
| Panteó de la família Roura                              |           | Historicisme XX                | Premià de Mar Cementiri                                                           | 41° 29′ 42″ N, 2° 21′ 11″ E / 41.49487°N,2.35315°E   | IPA-8893  | Panteó de la família Roura (Premià de Mar) · Vegeu més fotos d'aquest monument · Carregueu una nova foto d'aquest monument                              |
| Capella de l'Ossera Municipal de Premià de Mar          |           | Obra popular XX                | Premià de Mar Cementiri                                                           | 41° 29′ 43″ N, 2° 21′ 10″ E / 41.49517°N,2.35268°E   | IPA-8894  | Capella de l'Ossera Municipal de Premià de Mar · Vegeu més fotos d'aquest monument · Carregueu una nova foto d'aquest monument                          |
| El Xalet                                                | BCIL 2010 | Modernisme XX                  | Premià de Mar C. Sant Cristòfol, 62                                               | 41° 29′ 25″ N, 2° 21′ 23″ E / 41.490253°N,2.356292°E | IPA-8897  | El Xalet (Premià de Mar) · Vegeu més fotos d'aquest monument · Carregueu una nova foto d'aquest monument                                                |
| Escola la Salle                                         | BCIL 2010 | Obra popular XX                | Premià de Mar C. de l'Abat Oliba, 17                                              | 41° 29′ 17″ N, 2° 21′ 01″ E / 41.488183°N,2.350179°E | IPA-8898  | Escola la Salle (Premià de Mar) · Vegeu més fotos d'aquest monument · Carregueu una nova foto d'aquest monument                                         |
| El Patronat                                             | BCIL 2010 | Modernisme XIX-XX              | Premià de Mar C. Reverend Paradeda, 26                                            | 41° 29′ 22″ N, 2° 21′ 28″ E / 41.489559°N,2.357856°E | IPA-8899  | El Patronat (Premià de Mar) · Vegeu més fotos d'aquest monument · Carregueu una nova foto d'aquest monument                                             |
| Ca la Xalma                                             | BCIL 2010 | Modernisme XX Inici            | Premià de Mar C. Prat de la Riba, 48-50 - c. de la Plaça                          | 41° 29′ 21″ N, 2° 21′ 27″ E / 41.48926°N,2.357488°E  | IPA-8900  | Ca la Xalma (Premià de Mar) · Vegeu més fotos d'aquest monument · Carregueu una nova foto d'aquest monument                                             |
| Escola Divina Pastora, Caputxines o Escola Assís        | BCIL 2010 | Modernisme XX                  | Premià de Mar C. de la Plaça, 35-41                                               | 41° 29′ 27″ N, 2° 21′ 22″ E / 41.490793°N,2.356119°E | IPA-8901  | Escola Divina Pastora (Premià de Mar) · Vegeu més fotos d'aquest monument · Carregueu una nova foto d'aquest monument                                   |
| Casetes de la fàbrica Puiggròs                          |           | Obra popular XIX-XX            | Premià de Mar C. Aurora - c. Nord                                                 | 41° 29′ 28″ N, 2° 21′ 32″ E / 41.49113°N,2.35894°E   | IPA-8902  | Casetes de la fàbrica Puiggròs (Premià de Mar) · Vegeu més fotos d'aquest monument · Carregueu una nova foto d'aquest monument                          |
| Col·legi Públic la Lió, antiga fàbrica Puiggròs         | BCIL 2010 | Modernisme XIX Final           | Premià de Mar C. Joan Prim, 30                                                    | 41° 29′ 27″ N, 2° 21′ 35″ E / 41.490948°N,2.359807°E | IPA-8903  | Col·legi Públic la Lió (Premià de Mar) · Vegeu més fotos d'aquest monument · Carregueu una nova foto d'aquest monument                                  |
| Cooperativa La Unió                                     | BCIL 2010 |                                | Premià de Mar C. de l'Aurora, 20 - c. de Sant Pau, 13                             | 41° 29′ 27″ N, 2° 21′ 30″ E / 41.490829°N,2.358381°E | IPA-34451 | Cooperativa La Unió (Premià de Mar) · Vegeu més fotos d'aquest monument · Carregueu una nova foto d'aquest monument                                     |
| Cases Barates                                           | BCIL 2010 | XX                             | Premià de Mar Camí Ral, 140-155 - c. Llevant, 3-13 i 2-14 - c. St Francesc, 68-78 | 41° 29′ 26″ N, 2° 21′ 50″ E / 41.490593°N,2.363954°E | IPA-34453 | Cases Barates (Premià de Mar) · Vegeu més fotos d'aquest monument · Carregueu una nova foto d'aquest monument                                           |
| Can Tarter                                              | BCIL 2010 |                                | Premià de Mar C. de Montserrat, 27                                                | 41° 29′ 39″ N, 2° 21′ 18″ E / 41.494294°N,2.355043°E | IPA-34454 | Can Tarter (Premià de Mar) · Vegeu més fotos d'aquest monument · Carregueu una nova foto d'aquest monument                                              |
| Can Faià                                                | BCIL 2010 |                                | Premià de Mar C. dels Capitans de Mar, 61                                         | 41° 29′ 43″ N, 2° 22′ 02″ E / 41.495343°N,2.367142°E | IPA-34455 | Can Faià (Premià de Mar) · Vegeu més fotos d'aquest monument · Carregueu una nova foto d'aquest monument                                                |
| Can Sagalés                                             | BCIL 2010 |                                | Premià de Mar C. de la Segarra, 3-5                                               | 41° 29′ 39″ N, 2° 22′ 20″ E / 41.494060°N,2.372298°E | IPA-34456 | Can Sagalés (Premià de Mar) · Vegeu més fotos d'aquest monument · Carregueu una nova foto d'aquest monument                                             |
| Can Salomó                                              | BCIL 2010 |                                | Premià de Mar C. de la Plaça, 65                                                  | 41° 29′ 34″ N, 2° 21′ 18″ E / 41.492771°N,2.354868°E | IPA-34457 | Can Salomó (Premià de Mar) · Vegeu més fotos d'aquest monument · Carregueu una nova foto d'aquest monument                                              |
| Can Maristany                                           | BCIL 2010 |                                | Premià de Mar Ctra. de Vilassar de Dalt, 50-54                                    | 41° 29′ 36″ N, 2° 21′ 44″ E / 41.493419°N,2.362199°E | IPA-34458 | Can Maristany (Premià de Mar) · Vegeu més fotos d'aquest monument · Carregueu una nova foto d'aquest monument                                           |
| Camí del Mig i masies                                   | BCIL 2010 |                                | Premià de Mar Camí del Mig                                                        | 41° 29′ 30″ N, 2° 20′ 50″ E / 41.491738°N,2.347320°E | IPA-34459 | Camí del Mig i masies (Premià de Mar) · Vegeu més fotos d'aquest monument · Carregueu una nova foto d'aquest monument                                   |
| Cases al carrer Aurora - Eixample                       | BCIL 2010 | XX                             | Premià de Mar C. Eixample, 31-33                                                  | 41° 29′ 27″ N, 2° 21′ 29″ E / 41.490892°N,2.358045°E | IPA-34460 | Cases al carrer Aurora - Eixample (Premià de Mar) · Vegeu més fotos d'aquest monument · Carregueu una nova foto d'aquest monument                       |
| Masia de La Salle                                       | BCIL 2010 | XX                             | Premià de Mar C. Enric Borràs, 48                                                 | 41° 29′ 14″ N, 2° 21′ 02″ E / 41.487255°N,2.350685°E | IPA-34461 | Masia de La Salle (Premià de Mar) · Vegeu més fotos d'aquest monument · Carregueu una nova foto d'aquest monument                                       |
| Nuevo Siglo                                             | BCIL 2010 |                                | Premià de Mar C. del Segle, 9                                                     | 41° 29′ 24″ N, 2° 21′ 24″ E / 41.489889°N,2.356687°E | IPA-34462 | Nuevo Siglo (Premià de Mar) · Vegeu més fotos d'aquest monument · Carregueu una nova foto d'aquest monument                                             |
| Habitatge unifamiliar al carrer dels Capitans de Mar, 4 | BCIL 2010 |                                | Premià de Mar C. Capitans de Mar, 4                                               | 41° 29′ 35″ N, 2° 21′ 47″ E / 41.493020°N,2.362966°E | IPA-34463 | Habitatge unifamiliar al carrer dels Capitans de Mar, 4 (Premià de Mar) · Vegeu més fotos d'aquest monument · Carregueu una nova foto d'aquest monument |
| Habitatges al carrer d'Àngel Guimerà, 3-7               | BCIL 2010 | XIX                            | Premià de Mar C. Àngel Guimerà, 3-5-7                                             | 41° 29′ 19″ N, 2° 21′ 18″ E / 41.488487°N,2.355103°E | IPA-34464 | Habitatges al carrer d'Àngel Guimerà, 3-7 (Premià de Mar) · Vegeu més fotos d'aquest monument · Carregueu una nova foto d'aquest monument               |
| Habitatges al carrer Sant Agustí - Riera                | BCIL 2010 |                                | Premià de Mar C. de Sant Agustí, 38-40                                            | 41° 29′ 18″ N, 2° 21′ 17″ E / 41.488327°N,2.354751°E | IPA-34465 | Habitatges al carrer Sant Agustí - Riera (Premià de Mar) · Vegeu més fotos d'aquest monument · Carregueu una nova foto d'aquest monument                |
| Búnquer a prop de l'actual Club Nàutic - B-3            | BCIL 2010 | XX                             | Premià de Mar Club Nàutic                                                         | 41° 29′ 25″ N, 2° 21′ 51″ E / 41.490353°N,2.364212°E | IPA-34466 | Búnquer a prop de l'actual Club Nàutic - B-3 (Premià de Mar) · Vegeu més fotos d'aquest monument · Carregueu una nova foto d'aquest monument            |
| Búnquer a prop del moll de Descàrrega - B-1             | BCIL 2010 | XX                             | Premià de Mar A la platja, a prop de l'antic moll de Descàrrega                   | 41° 29′ 12″ N, 2° 21′ 08″ E / 41.486711°N,2.352283°E | IPA-34467 | Búnquer a prop del moll de Descàrrega - B-1 (Premià de Mar) · Vegeu més fotos d'aquest monument · Carregueu una nova foto d'aquest monument             |
| Can Pou                                                 | BCIL 2010 |                                | Premià de Mar C. de Can Pou, 69                                                   | 41° 29′ 39″ N, 2° 22′ 13″ E / 41.494190°N,2.370285°E | IPA-34476 | Can Pou (Premià de Mar) · Vegeu més fotos d'aquest monument · Carregueu una nova foto d'aquest monument                                                 |
| Can Malet                                               | BCIL 2010 | Eclecticisme                   | Premià de Mar Ctra. N-II - torrent Can Malet                                      | 41° 29′ 14″ N, 2° 20′ 44″ E / 41.487091°N,2.345694°E | IPA-34481 | Can Malet (Premià de Mar) · Vegeu més fotos d'aquest monument · Carregueu una nova foto d'aquest monument                                               |
| Can Fontanills                                          | BCIL 2010 | XX                             | Premià de Mar C. Enric Granados, 69                                               | 41° 29′ 40″ N, 2° 21′ 34″ E / 41.494539°N,2.359482°E | IPA-34483 | Can Fontanills (Premià de Mar) · Vegeu més fotos d'aquest monument · Carregueu una nova foto d'aquest monument                                          |
| Magatzem al carrer Gibraltar, 14-20                     | BCIL 2010 | XX                             | Premià de Mar C. Gibraltar, 14-20                                                 | 41° 29′ 21″ N, 2° 21′ 19″ E / 41.489163°N,2.355157°E | IPA-36328 | Magatzem al carrer Gibraltar, 14-20 (Premià de Mar) · Vegeu més fotos d'aquest monument · Carregueu una nova foto d'aquest monument                     |
| Habitatge al carrer de Sant Cristòfol, 49               | BCIL 2010 | Eclecticisme XIX               | Premià de Mar C. Sant Cristòfol, 49                                               | 41° 29′ 25″ N, 2° 21′ 22″ E / 41.490239°N,2.356121°E | IPA-36329 | Habitatge al carrer de Sant Cristòfol, 49 (Premià de Mar) · Vegeu més fotos d'aquest monument · Carregueu una nova foto d'aquest monument               |
| Casa al carrer d'Enric Prat de la Riba, 7               | BCIL 2010 |                                | Premià de Mar C. Enric Prat de la Riba, 7                                         | 41° 29′ 20″ N, 2° 21′ 22″ E / 41.488958°N,2.356144°E | IPA-36334 | Casa al carrer d'Enric Prat de la Riba, 7 (Premià de Mar) · Vegeu més fotos d'aquest monument · Carregueu una nova foto d'aquest monument               |
| Can Roure, o edifici la Nau                             | BCIL 2010 | Noucentisme XX                 | Premià de Mar C. Sant Antoni, 21-27                                               | 41° 29′ 24″ N, 2° 21′ 28″ E / 41.489910°N,2.357805°E | IPA-39919 | Can Roure (Premià de Mar) · Vegeu més fotos d'aquest monument · Carregueu una nova foto d'aquest monument                                               |
| Can Batlle                                              | BCIL 2010 | Obra popular XVII, XIX         | Premià de Mar Camí Ral, 44                                                        | 41° 29′ 16″ N, 2° 21′ 16″ E / 41.487863°N,2.354541°E | IPA-39920 | Can Batlle (Premià de Mar) · Vegeu més fotos d'aquest monument · Carregueu una nova foto d'aquest monument                                              |
| Búnquer a prop del moll de Descàrrega - B-2             | BCIL 2010 | XX                             | Premià de Mar A la platja, a prop de l'antic moll de Descàrrega                   | 41° 29′ 12″ N, 2° 21′ 09″ E / 41.486773°N,2.352462°E | IPA-43606 | Búnquer a prop del moll de Descàrrega - B-2 (Premià de Mar) · Vegeu més fotos d'aquest monument · Carregueu una nova foto d'aquest monument             |